# José Zepherino de Menezes Brum
José Zepherino de Menezes Brum (São Francisco do Conde, 26 de agosto de 1825 – São Francisco do Conde, 21 de fevereiro de 1893) foi um médico brasileiro.
Doutorado em medicina pela Faculdade de Medicina da Bahia em 1847. Foi eleito membro da Academia Nacional de Medicina em 1875, com o número acadêmico 116, na presidência de José Pereira Rego. Em 1882, se tornou oficial da Imperial Ordem da Rosa.